# Akrobatik
Akrobatik er en kunstform, der oftest ses i cirkus, og hvis udøvende artister kaldes akrobater. Ordet "akrobat" kommer fra græsk akrobatín, af akros (= øverst, yderst), som i "Akropolis", og batin (= at gå), altså "at gå yderst [på tæerne]". En akrobat er "en, der går på tæerne". 
Akrobaterne optræder som regel i grupper på to eller flere. Det er en disciplin, der blander gymnastik og sportsakrobatik med en blanding af spring, koreografi og skulpturer med mennesker som byggesten.
Der er mange forskellige discipliner inden for akrobatik:
- Trapez
- Linedans
- Jonglering
- Parakrobatik